# 자릿수근
음이 아닌 정수의 자릿수근(영어: digital root, 반복적 자릿수합(repeated digital sum)이라고도 함)은 자릿수를 더하는 과정을 방금 구한 그 값의 자릿수합에서 자릿수합을 구하도록 반복해서 얻어지는 (한 자리) 값이다. 이 과정은 한 자리 수가 될 때까지 계속된다.
예를 들어, 65,536의 자릿수근은 7이다. 왜냐하면 6 + 5 + 5 + 3 + 6 = 25이고 2 + 5 = 7이기 때문이다.
자릿수근은 자릿수를 더하는 대신에 합동 산술의 합동을 이용하면 매우 큰 수의 경우에 계산 시간을 줄일 수 있다.
자릿수근은 제대로 더해졌는지를 검사하는 체크섬의 한 종류로 사용할 수 있다. 만약 제대로 이루어졌다면, 주어진 수들의 합의 자릿수근은 주어진 수들의 자릿수근의 합의 자릿수근과 같을것이다. 한 자리 연산만 하는 이 검사는 계산에서 많은 오류를 잡을 수 있다.
자릿수근은 서양 수비학에서 사용되지만, 오컬트적으로 중요한 것처럼 보이는 어떤 (11이나 22같은)수는 완전히 한 자리 수까지 가지 않는다.
자릿수근까지 도달할 때까지 자릿수를 더하는 횟수는 덧셈 지속성이라고 부른다. 위의 예에서, 65,536의 덧셈 지속성은 2이다.

## 자릿수근의 의미와 공식
양의 정수의 자릿수근을 자신(10)보다 작은 수중 가장 큰 9의 배수에서 몇 번째인지로 생각하는 것이 도움이 된다. 예를 들어, 11의 자릿수근은 2이므로 11은 9에서 두번째 수이다. 비슷하게, 2035의 자릿수근은 1이므로 2035 − 1은 9의 배수이다. 어떤 숫자의 자릿수근이 정확히 9일 경우, 그 숫자는 9의 배수이다.
이것을 염두에 두고 양의 정수 {\displaystyle n}의 자릿수근은 바닥 함수{\displaystyle \lfloor x\rfloor }를 통해서 다음과 같이 정의할 수 있다.
{\displaystyle dr(n)=n-9\left\lfloor {\frac {n-1}{9}}\right\rfloor }

## 자릿수곱의 추상곱셈
아래의 표는 십진법에서 구구단의 자릿수근을 보여준다.
| dr | 1 | 2 | 3 | 4 | 5 | 6 | 7 | 8 | 9 |
| -- | - | - | - | - | - | - | - | - | - |
| 1  | 1 | 2 | 3 | 4 | 5 | 6 | 7 | 8 | 9 |
| 2  | 2 | 4 | 6 | 8 | 1 | 3 | 5 | 7 | 9 |
| 3  | 3 | 6 | 9 | 3 | 6 | 9 | 3 | 6 | 9 |
| 4  | 4 | 8 | 3 | 7 | 2 | 6 | 1 | 5 | 9 |
| 5  | 5 | 1 | 6 | 2 | 7 | 3 | 8 | 4 | 9 |
| 6  | 6 | 3 | 9 | 6 | 3 | 9 | 6 | 3 | 9 |
| 7  | 7 | 5 | 3 | 1 | 8 | 6 | 4 | 2 | 9 |
| 8  | 8 | 7 | 6 | 5 | 4 | 3 | 2 | 1 | 9 |
| 9  | 9 | 9 | 9 | 9 | 9 | 9 | 9 | 9 | 9 |

이 표는 많은 흥미로운 패턴과 대칭을 보여주고, 베다 사각형으로 알려져 있다.

## 공식적인 정의
{\displaystyle S(n)}가 {\displaystyle n}의 자릿수들의 합을 나타낸다고 하고 {\displaystyle S(n)}의 합성을 다음과 같이 두자.
{\displaystyle S^{1}(n)=S(n),\ \ S^{m}(n)=S\left(S^{m-1}(n)\right),\ {\text{for}}\ m\geq 2}
수열 {\displaystyle S^{1}(n),S^{2}(n),S^{3}(n),\dotsb }는 결국 한 자리 수가 된다. {\displaystyle S^{*}(n)} ({\displaystyle n}의 자릿수합)이 한 자리 수를 나타낸다고 두자.

### 예시
{\displaystyle 1853}의 자릿수합을 찾자.
{\displaystyle S(1853)=17}
{\displaystyle S(17)=8}
따라서,
{\displaystyle S^{2}(1853)=8}
간단하게 다음과 같이 두자
{\displaystyle S^{*}(1853)=dr(1853)=8}

### 상수값이 존재하는지에 대한 증명
다음은 수열 {\displaystyle S^{1}(n),S^{2}(n),S^{3}(n),\dotsb }이 어떻게 결국 한 자리 수가 되는지에 대한 증명이다.
{\displaystyle n=d_{1}+10d_{2}+\dotsb +10^{m-1}d_{m}}이고, 모든 {\displaystyle i}에 대한 {\displaystyle d_{i}}는 0보다 크거나 같고 10보다 작은 정수라고 두자. 그러면, {\displaystyle S(n)=d_{1}+d_{2}+\dotsb +d_{m}}이다. 이것은 {\displaystyle n}이 한 자리 수여서 {\displaystyle d_{2},d_{3},\dotsb ,d_{m}=0}이 아닌 이상 {\displaystyle S(n)<n}이라는 것을 의미한다. 따라서, {\displaystyle S(n)} 함수를 반복적으로 사용하면 {\displaystyle n}이 한 자리 수가 될 때까지 계속 줄어서 {\displaystyle S(d_{1})=d_{1}}이기 때문에 상수인 채로 그대로 있는다.

## 합동 공식
공식은 다음과 같다
{\displaystyle \operatorname {dr} (n)={\begin{cases}0&{\mbox{if}}\ n=0,\\9&{\mbox{if}}\ n\neq 0,\ n\ \equiv 0{\pmod {9}},\\n\ {\rm {mod}}\ 9&{\mbox{if}}\ n\not \equiv 0{\pmod {9}}\end{cases}}}
또는,
{\displaystyle {\mbox{dr}}(n)=1\ +\ ((n-1)\ {\rm {mod}}\ 9)}
진수가 b인 진법으로 자릿수근의 개념을 일반화하려면, 단순히 공식에서 9를 b - 1로 바꾸면 된다.
(OEIS의 수열 A010888)
자릿수근은 9로 나눈 나머지 값이다. 왜냐하면 {\displaystyle 10\equiv 1{\pmod {9}}}이고 따라서 {\displaystyle 10^{k}\equiv 1^{k}\equiv 1{\pmod {9}}}이므로 위치에 관계없이 9로 나눈 나머지는 같다({\displaystyle a\cdot 100\equiv a\cdot 10\equiv a{\pmod {9}}}). 이것이 자릿수를 더한 것과 같은 이유이다. 구체적으로, 세 자리 수를 들어 보면 다음과 같이 된다.
{\displaystyle {\mbox{dr}}(abc)\equiv a\cdot 10^{2}+b\cdot 10+c\cdot 1\equiv a\cdot 1+b\cdot 1+c\cdot 1\equiv a+b+c{\pmod {9}}}
다른 수 n에 관련해서 나머지 값을 구하려면, k번째 자릿수의 가중치가 {\displaystyle 10^{k}}를 n으로 나눈 나머지인 가중 합을 구하거나, 다른 밑을 가질 때는 {\displaystyle b^{k}}에 대해서 구한다. 이것은 높은 자리 숫자가 사라지는 (2와 5는 10의 약수이기 때문에)2, 5, 그리고 10에서 가장 간단하다. 이것은 2, 5, 10의 배수판정법이 마지막 자릿수로만 판단할 수 있다는 사실과 대응한다(짝수는 0, 2, 4, 6, 또는 8로 끝난다).
또한 주목할 만한 점은 11로 나눴을 때 나머지이다: {\displaystyle 10\equiv -1{\pmod {11}}}이고, {\displaystyle 10^{2}\equiv (-1)^{2}\equiv 1{\pmod {11}}}이기 때문에, 각 자릿수의 교대합은 11로 나눴을 때 나머지를 얻을 수 있다.

## 자릿수근에 대한 일부 특성
어떤 수의 자릿수근이 0이면 그 수는 0이다.
{\displaystyle {\mathit {dr}}(n)=0\Leftrightarrow n=0}
어떤 수의 자릿수근이 양수이면 그 수는 양수이다.
{\displaystyle {\mathit {dr}}(n)>0\Leftrightarrow n>0}
{\displaystyle n}의 자릿수근이 {\displaystyle n} 자신과 같다면 그 수는 정확히 한 자리 수이다.
{\displaystyle {\mathit {dr}}(n)=n\Leftrightarrow n\in \{0,1,2,3,4,5,6,7,8,9\}}
{\displaystyle n}의 자릿수근이 {\displaystyle n}보다 작다면 그 수는 10보다 크거나 같다.
{\displaystyle {\mathit {dr}}(n)<n\Leftrightarrow n\geq 10}
{\displaystyle a} + {\displaystyle b}의 자릿수근은 {\displaystyle a}의 자릿수근과 {\displaystyle b}의 자릿수근의 합의 자릿수근이다.
{\displaystyle {\mathit {dr}}(a+b)={\mathit {dr}}({\mathit {dr}}(a)+{\mathit {dr}}(b))}
{\displaystyle a} - {\displaystyle b}의 자릿수근은 {\displaystyle a}의 자릿수근에서 {\displaystyle b}의 자릿수근을 뺀 값과 모듈러 9에서 합동이다.
{\displaystyle {\mathit {dr}}(a-b)\equiv {\mathit {dr}}(a)-{\mathit {dr}}(b){\pmod {9}}}
특히, {\displaystyle -n}의 자릿수근을 다음과 같이 정의할 수 있다:
{\displaystyle {\mathit {dr}}(-n)\equiv -{\mathit {dr}}(n){\pmod {9}}}
{\displaystyle a} × {\displaystyle b}의 자릿수근은 {\displaystyle a}의 자릿수근과 {\displaystyle b}의 자릿수근을 곱한 값의 자릿수근이다.
{\displaystyle {\mathit {dr}}(a\times b)={\mathit {dr}}({\mathit {dr}}(a)\times {\mathit {dr}}(b))}
- 0이 아닌 수의 자릿수근이 9이면 그 수 자신도 9의 배수이다.

{\displaystyle {\mathit {dr}}(n)=9\Leftrightarrow n=9m\ \ \ {\text{for}}\ m=1,2,3,\cdots }
- 0이 아닌 수의 자릿수근이 3의 배수이면 그 수 자신도 3의 배수이다.

{\displaystyle {\begin{aligned}{\mathit {dr}}(n)&=3\Leftrightarrow n=9m+3&\ {\text{for}}\ m=0,1,2,\cdots ,\\{\mathit {dr}}(n)&=6\Leftrightarrow n=9m+6&\ {\text{for}}\ m=0,1,2,\cdots ,\\{\mathit {dr}}(n)&=9\Leftrightarrow n=9m&\ {\text{for}}\ m=1,2,3,\cdots .\end{aligned}}}
- 계승 ≥ 6!의 자릿수근은 9이다.

{\displaystyle {\mathit {dr}}(n!)=9\Leftrightarrow n\geq 6}
- 제곱수의 자릿수근은 1, 4, 7, 또는 9이다. 제곱수의 자릿수근은 순서대로 1, 4, 9, 7, 7, 9, 4, 1, 9로 진행된다.
- 세제곱수의 자릿수근은 1, 8 또는 9이고, 세제곱수의 자릿수근은 그 순서 그대로 진행된다.
- (3을 제외한) 소수의 자릿수근은 1, 2, 4, 5, 7, 또는 8이다.
- 2의 거듭제곱의 자릿수근은 1, 2, 4, 5, 7, 또는 8이다. 2의 거듭제곱의 자릿수근은 순서대로 1, 2, 4, 8, 7, 5로 진행된다. 이것은 심지어 2의 음의 거듭제곱에도 적용된다. 예를 들어, 2의 0제곱은 1이고, 2의 -1제곱은 .5로 자릿수근은 5이고, 2의 -2제곱은 .25로 자릿수근은 7이며, 같은 방식으로 양방향으로 무한히 계속된다. 왜냐하면 2의 음의 거듭제곱은 (앞의 0을 없애면) 5의 양의 거듭제곱과 같은 숫자를 공유하기 때문이다.
- 5의 거듭제곱의 자릿수근은 1, 2, 4, 5, 7 또는 8이다. 5의 거듭제곱의 자릿수근은 순서대로 1, 5, 7, 8, 4, 2로 진행된다. 이것은 5의 음의 거듭제곱에도 적용이 된다. 예를 들어, 5의 0제곱은 1이고, 5의 -1제곱은 .2으로 자릿수근은 2이고, 5의 -2제곱은 .04로 자릿수근이 4이며, 같은 방식으로 양방향으로 무한히 계속된다. 왜냐하면 5의 음의 거듭제곱은 (앞의 0을 없애면) 2의 양의 거듭제곱과 같은 숫자를 공유하기 때문이다.
- 거듭제곱한 수는 순서대로 진행한다(몇몇 예외를 제외하고는 음위 거듭제곱에서도 일어나지만 양수의 거듭제곱에만 한정한다.), 이것은 이전에 보인 특성 때문이다. a b의 자릿수근은 a의 자릿수근과 b의 자릿수근의 곱과 모듈러 9에서 합동이며, a a의 자릿수근에서도 마찬다지이다. 따라서 예를 들어보면, 위에서 보였듯이 2의 거듭제곱은 1, 2, 4, 8, 7, 5의 순서대로 진행된다. 47(자릿수근이 2이다)의 거듭제곱도 이 순서를 따른다. 바로 그 수열은 규칙을 따르고 다른 숫자에도 적용 가능하다.

{\displaystyle {\mathit {dr}}(a^{n})\equiv {\mathit {dr}}^{n}(a){\pmod {9}}}
- (6을 제외한) 짝수 완전수의 자릿수근은 1이다.
- 중심있는 육각성 또는 별모양 숫자의 자릿수근은 1 또는 4이다. 별모양 수의 자릿수근은 순서대로 1, 4, 1로 진행된다.
- 중심있는 육각수의 자릿수근은 1 또는 7으로, 순서대로 1, 7, 1로 진행된다.
- 삼각수의 자릿수근은 1, 3, 6 또는 9이다. 삼각수의 자릿수근은 순서대로 1, 3, 6, 1, 6, 3, 1, 9, 9로 진행하며, 처음 여덟 항 이후로 회문이다.
- 피보나치 수의 자릿수근은 1, 1, 2, 3, 5, 8, 4, 3, 7, 1, 8, 9, 8, 8, 7, 6, 4, 1, 5, 6, 2, 8, 1, 9가 반복적으로 나타난다.
- 루카스 수의 자릿수근은 2, 1, 3, 4, 7, 2, 9, 2, 2, 4, 6, 1, 7, 8, 6, 5, 2, 7, 9, 7, 7, 5, 3, 8이 반복적으로 나타난다.
- 3과 5를 제외한 쌍둥이 소수의 곱의 자릿수근은 8이다. 3와 5(쌍둥이 소수)의 곱의 자릿수근은 6이다.

## 다른 진법에서
이 문단은 십진법의 자릿수근에 대한 것이다, 따라서 이 자릿수근은 수를 9로 나눈 나머지이다. 이는 수를 9진법으로 바꾸고 마지막 자릿수를 얻은 것과 다를바 없다.
다른 기수에서 자릿수근은 (밑-1)로 나눈 나머지이다. 따라서 12진법에서 어떤 수의 자릿수근은 그 수를 11로 나눈 나머지와 같다(Ɛduod). 예를 들어, 1972duod는 1 + 9 + 7 + 2 = 19 = 17duod이고 1 + 7 = 8이나, 십진법으로 나타낸 같은 수(3110)의 자릿수근은 5이다.

## 같이 보기
- 9진법
- 구거법
- 자릿수합
- 해밍 무게
- 곱셈 자릿수근
- 베다 사각형

## 참고 문헌
- Averbach, Bonnie; Chein, Orin (1999년 5월 27일), 《Problem Solving Through Recreational Mathematics》, Dover Books on Mathematics reprint판, Mineola, NY: Courier Dover Publications, 125–127쪽, ISBN 0-486-40917-1 (online copy - 구글 도서)
- Ghannam, Talal (2011년 1월 4일), 《The Mystery of Numbers: Revealed Through Their Digital Root》, CreateSpace Publications, 68–73쪽, ISBN 978-1-4776-7841-1, 2016년 3월 29일에 원본 문서에서 보존된 문서, 2018년 1월 13일에 확인함 (online copy - 구글 도서)
- Hall, F. M. (1980), 《An Introduction into Abstract Algebra》 1 2판, Cambridge, U.K.: CUP Archive, 101쪽, ISBN 978-0-521-29861-2 (online copy - 구글 도서)
- O'Beirne, T. H. (1961년 3월 13일), “Puzzles and Paradoxes”, 《New Scientist》 (Reed Business Information) 10 (230): 53–54, ISSN 0262-4079 (online copy - 구글 도서)
- Rouse Ball, W. W.; Coxeter, H. S. M. (2010년 5월 6일), 《Mathematical Recreations and Essays》, Dover Recreational Mathematics 13판, NY: Dover Publications, ISBN 978-0-486-25357-2 (online copy - 구글 도서)